# Ricardo Sánchez (escritor)
Ricardo Sánchez (Montevideo, 10 de setiembre de 1860 - 1937) fue un poeta, escritor y periodista uruguayo participante de la corriente literaria del Realismo de Uruguay.

## Biografía
Sus padres fueron Ángel Sánchez y Carolina Burnel. Fue director de la Oficina de Patentes y Marcas de Fábrica y de Comercio durante 25 años.
Fue editor de 15 tomos del Almanaque ilustrado del Uruguay.
Entre 1894 y 1895 fue fundador y director de la revista El Indiscreto para el cual utilizó el seudónimo "R.S.". Fue co-redactor de los diarios La Época, Diario del Plata y El País. También colaboró con El Siglo y La Razón.

## Obras
- Tres estaciones (1913)
- Versos festivos y epigramáticos (1912)
- Ensayos Poéticos